# Trier (skibstype)
 For alternative betydninger, se Trier (flertydig). (Se også artikler, som begynder med Trier)
En trier var en skibstype fra antikken, og man bruger også betegnelsen trirem om den. Navnet trier kommer fra græsk τριήρης triērēs (af τρι- (tri-) "tre" + ἐρέτης (erétēs) "roer"), mens trireme er fra latinsk triremis, ("tre årer"), og det betegner en type galej, hvor roerne var fordelt i tre niveauer. Trieren blev udviklet omkring år 550 f.v.t. og var i brug indtil Romerriget havde nedkæmpet alle modstandere i Middelhavet. Derefter var der ikke længere brug for trieren, og efter år 324 hører man ikke mere om den.

## Oprindelse
I det sjette århundrede f.v.t. var pentekonteren med to række årer det vigtigste krigsskib i Middelhavet. Man ved ikke hvornår disse skibe (også kendt som biremer) blev forsynet med en ekstra række årer, idet kilderne er få og modstridende. Clement af Alexandria skrev omkring 190, at skibene var udviklet af sidonerne (hvilket er generaliseret til fønikerne), men der er også en omtale af fire trierer bygget i Korinth før det sjette århundrede f.v.t. Den første beskrivelse af trierer i krig, var i 525 f.v.t., hvor den persiske hær og flåde invaderede og erobrede Egypten. Herodot skrev, at den persiske flåde bestod af skibe med 200 mand ombord - fortolket som trierer - primært bemandet med fønikere. På den baggrund tidsfæster Wallinga trierens gennembrud til omkring år 550 f.v.t. 

## Konstruktion
Den simple forklaring på trierens konstruktion er, at man tog en pentekonter og lavede en udbygning på siden af skroget med et ekstra halvdæk, med plads til 10-11 roere i hver side og dermed fik et skib med 70-72 roere. Det er imidlertid væsentligt at påpege, at trieren var et betydeligt større og dyrere skib end biremen, og at det var kostbart at vedligeholde. Kun de mest velhavende lande og bystater havde midler til at have trierer til rådighed, idet de også krævede en fast stab af professionelle roere, der jævnligt trænede med skibene.
Den oprindelige trier udviklede sig hurtigt til et endnu større skib. I bystaten Athen standardiserede man trieren til et fartøj med 85 årer på hver side, fordelt mellem 31 thranites øverst, 27 zygioi i mellemste niveau, og 27 thalamioi nederst. Ud over de 170 roere medførte skibet 16 mand, der hjalp kaptajnen med manøvreringen af skibet, samt 14 professionelle soldater, ofte lejetropper. Det gav i alt en besætning på 200 mand, og kilderne oplyser, at det krævede 140 mand at slæbe skibet på land hver aften. Det var en del af skibenes livscyklus, at de tilbragte så meget tid som muligt på land, idet de var bygget af lette træsorter, og man søgte på den måde at sikre deres flydeevne og holdbarhed.
Trieren med 170 roere var et skib på omkring 48 tons, og den var tre gange så stor og tre gange så dyr at konstruere som de biremer, den afløste. Med sine trænede roere kunne den holde en marchhastighed på 7-7,5 knob og på korte stræk kunne den nå op på 9,5 knob. Den var dermed en tredjedel hurtigere end biremen, hvilket var vigtigt på længere ture. Trierens primære våben var dens vædderstævn, som var støbt i bronze og beregnet til at bore sig ind i siden og bunden af modstandernes skibe. Denne kampform var afhængig af skibets hurtighed og manøvredygtighed samt af modstandsdygtigheden i de skibe, man vædrede. Da der begyndte at fremkomme større trierer med meget kraftige skibssider, aftog vædderstævnens betydning.

## Anvendelse
Persien blev en stormagt til søs i takt med at riget opslugte kyststater med søfartstraditioner, i form af de joniske bystater i 550 f.v.t., Kilikien og Fønikien i 540 f.v.t. og Egypten i 525 f.v.t. De ioniske bystater gjorde oprør i 500 f.v.t., men i 495 blev de besejret af en persisk flåde på 600 skibe, udrustet og bemandet med fønikiere, cyprioter, kilikiere og egyptere. I 490 f.v.t. gjorde perserne det første forsøg på at erobre de græske øer og byer på vestsiden af Ægæerhavet, men trak sig tilbage efter nederlaget (på landjorden) ved Marathon.
Da perserne angreb i 490 havde bystaten Athen blot to statsejede krigsskibe, suppleret med 48 handelsskibe, som blev gjort kampklare af byens borgere. Få år efter blev der opdaget en stor sølvforekomst i Laurium, cirka 50 km syd for Athen, og statsmanden Themistokles fik overtalt borgerne til, at pengene fra sølvet skulle finansiere bygningen og udrustningen af 200 trierer. Perserne angreb igen i 480 f.v.t. med en hær, der kom via Hellespont og en flåde, som Morrison opgør til 957 skibe (307 fra de joniske bystater, 300 fra Fønikien, 200 fra Egypten og 150 fra Cypern. Senere kom forstærkninger fra persisk dominerede øer i Ægæerhavet). På græsk side var der mellem 350 og 400 skibe, med tyngden i de 200 fra Athen, hvoraf 20 på grund af mandskabsmangel var bemandet af byens allierede. I slaget ved Salamis vandt grækerne en overbevisende sejr. Kejser Xerxes havde delt sin flåde i fire eskadrer for at kunne bevogte stræderne omkring øen Salamis og dermed forhindre grækerne i at flygte. Kun to af de persiske eskadrer deltog i det direkte angreb, og deres taktiske formåen kunne slet ikke matche de veltrænede athenienseres. Resten af den persiske flåde blev besejret året efter, i 479 f.v.t., i slaget ved Mycale. Herefter havde grækerne magten til søs i det østlige Middelhav. I det vestlige Middelhav stod magtkampen mellem Karthago og de græske bystater på Sicilien, primært Syrakus.
Resten af det 5. århundrede f.v.t. var præget af stridigheder mellem koalitioner af græske bystater, og her spillede trieren igen en afgørende rolle. Da Perikles kom til magten i Athen i 462 f.v.t. var det en central del af hans politik, at Athens forsyninger af korn fra Sortehavsområdet skulle beskyttes af en stærk flåde, og da den peloponnesiske krig brød ud i 431, rådede Athen over 300 trierer. De øvrige store bystater og øer havde hver især flåder, der var mindre end halvt så store som den atheniensiske, men efter at Athen i 415 f.v.t sendte 207 trierer på togt mod Syrakus - og mistede de fleste - skiftede magtbalancen til søs nærmest fra slag til slag. Sparta byggede en ny flåde, og som konsekvens af det afgørende slag ved Aegospotami i 405 f.v.t., hvor Lysanders spartanske flåde ødelagde eller eobrede 172 af de 180 atheniensiske skibe, måtte Athen overgive sig og bede om fred.

## "Femmere", "Seksere" og andre polyremer
I det fjerde århundrede f.v.t. kom Athen hurtigt på fode igen og fik en ny flåde, og de interne stridigheder mellem de græske bystater fortsatte ufortrødent. Videreudviklingen af trieren kom imidlertid til at finde sted i den vestlige del at Middelhavet, hvor Karthago og Syrakus som nævnt konkurrerede om magten. Syrakus blev styret af Dionysios den ældre, og han har traditionelt fået æren for at have udviklet "Femmeren" (Penteres), hvor der sad to mand ved de to øverste niveauer af årer, så de tre niveauer havde fem roere i stedet for tre. "Femmeren" var et noget større skib end den traditionelle trier, og den ekstra vægt blev blandt andet brugt til at gøre skibssiderne kraftigere og højere. Dermed blev skibene mere modstandsdygtige over for vædring, og man koncentrerede sig i stigende grad om at borde ("erobre") de fjendlige skibe. Derfor brugte man også noget af den ekstra vægt til at få plads til flere soldater, og man konstruerede beskyttede standpladser til bueskytter eller spydkastere. I 398 f.v.t. hører man første gang om en "Femmer" fra Dionysius flåde. I slutningen af Dionysius regeringstid (han døde i 367 f.v.t.) findes de første beskrivelser af de endnu større "Seksere" (Hexeres), hvor der var dobbelt bemanding på alle tre sæt årer.
I Karthago greb man ideen med dobbelt bemanding af årerne og videreudviklede den type pentekontere, der havde årer i to niveauer, til en "Firer" (tetrere), hvor hvert niveau havde to roere. "Fireren" havde stort set samme størrelse som den klassiske trier, og dens kompakte form gjorde den til et hurtigt og modstandsdygtigt skib, og typen blev anvendt i de fleste flåder i Middelhavet i adskillige hundrede år.
Efter Alexander den Stores død i 323 f.v.t. konkurrerede de stater, hans generaler skabte, hårdnakket om magten til søs. Kilderne fortæller, at Antigonos - der regerede over store dele af Lilleasien og de omkringliggende øer - fik bygget tre "Niere" og 10 "Tiere", men sagkundskaben mener, at disse meget store skibe var biremer med to rækker årer. Hans søn Demetrius have syv "Syvere" i den flåde, han brugte i sin invasion af Cypern i 306 f.v.t. og Morrison vurderer, at dette var den største praktisk anvendelige type af trierer, idet der blev tilføjet en ekstra, stående, roer i det laveste niveau. Den egyptisk baserede kong Ptolemaios 2. Filadelfos, der regerede fra 283 til 246 f.v.t fik i følge optegnelserne konstrueret 36 "Syvere". Angrebet på Cypern var også det første, hvor skibstypen trihemiolia blev nævnt. Disse galejer var en videreudvikling af de hurtige hemiolaer, men nu med to en halv række årer i hver side i stedet for halvanden.
Romerriget blev en sømagt under den første puniske krig, der brød ud i 264 f.v.t., og under krigen mod Karthago - der primært foregik til søs - havde romerne en flåde af "Femmere". De to parter udkæmpede slag med flere store galejer, end man har hørt om før eller siden, og historikeren Polybius skrev, at i et af slagene havde de to parter tilsammen næsten 700 "Femmere". Denne skibstype forblev det vigtigste romerske krigsskib de næste århundreder, indtil der ikke længere var modstandere at kæmpe imod. "Femmerne" blev suppleret med "Seksere", som typisk fungerede som flagskibe for flåder og eskadrechefer. Efter slaget ved Actium rådede kejser Augustus over 700 skibe af forskellige typer, og det var langt flere, end han havde brug for, og han valgte derfor at kassere mange af dem. Den romerske flåde kom herefter til at bestå af eskadrer i grænseprovinserne, typisk udrustet med mindre, hurtige skibe, og to centrale flåder i henholdsvis Ravenna og Misenum (vest for Napoli). Man kender ikke fordelingen af skibstyper i de to store flåder, men de bevarede inskriptioner giver i Misenum navnene på 88 skibe, heraf én "Sekser", én "Femmer", 10 "Firere", 52 triremer og 15 lette liburniaer. De tilsvarende tal for Ravenna er to "Femmere", seks "Firere", 23 triremer og fire liburniaer. I de følgende år blev de største skibe mest brugt til transport af prominente personer over Middelhavet. Sidste gang man hørte om triremer var i 324, hvor kejser Konstantin kæmpede mod Licinius. I det afgørende søslag ved Byzantium besejrede Konstantins 80 små 30-årers skibe Licinius flåde, der talte 200 triremer. Da historikeren Zosimus skrev sine værker i det femte århundrede, kunne han konstatere, at den viden, der krævedes for at konstruere triremer, for længst var gået tabt.
De romerske skibe var lige som de øvrige landes bemandede med professionelle søfolk. En fortælling som Ben-Hur med lænkede galejslaver er en anakronisme, idet galejslaver er et fænomen fra det 16.-18. århundrede. De romerske søfolk var lige som soldaterne hyret for en årrække (først 26, senere 28 år). De kom ofte fra provinserne uden for Italien, og når de sluttede tjenesten opnåede de lige som soldaterne fulde romerske borgerrettigheder. I årene efter slaget ved Actium var der overskud af søfolk, så kejser Nero oprettede i 68 legionen I Adiutrix af sømænd fra Misenum, og i kejser Vespasians regeringsperiode fulgte legionen II Adiutrix bestående af mandskab fra Ravenna. De to store flåders søfolk gjorde også nytte som besætninger i de skibe, der genopførte søslag som underholdning i italienske arenaer, og de blev brugt til at betjene de store læsejl, der beskyttede tilskuerne i Colosseum mod solen.

## De vigtigste galejtyper i Middelhavet i antikken
| Betegnelse  | Type  | Introduceret   | Vægt (tons) | Længde (m) | Besætning | Dimensioner vedrører:                           |
| ----------- | ----- | -------------- | ----------- | ---------- | --------- | ----------------------------------------------- |
| Pentekonter | Birem | ca. 750 f.v.t. | ca. 16      | ca. 30     | ca. 60    | Pentekonter fra omkring 500 f.v.t.              |
| Trieres     | Trier | ca. 550 f.v.t. | ca. 48      | ca. 40     | 200       | Græsk trier fra omkring 400 f.v.t.              |
| Penteres    | Trier | ca. 400 f.v.t. | ca. 110     | ca. 45     | ca. 380   | Romersk "Femmer" fra omkring 100 f.v.t.         |
| Tetreres    | Birem | ca. 380 f.v.t. | ca. 70      | ca. 37     | ca. 280   | Karthageniensisk "Firer" fra omkring 300 f.v.t. |
| Hexeres     | Trier | ca. 370 f.v.t. | ca. 125     | ca. 45     | ca. 460   | Romersk "Sekser" fra omkring 100 f.v.t.         |
| Trihemiola  | Trier | ca. 310 f.v.t. | ca. 40      | ca. 35     | ca. 140   | Typisk trihemiola fra omkring 200 f.v.t.        |
| Liburnia    | Birem | ca. 100 f.v.t. | ca. 18      | ca. 20     | ca. 80    | Romersk liburnia fra omkring 100.               |